# Jaipur

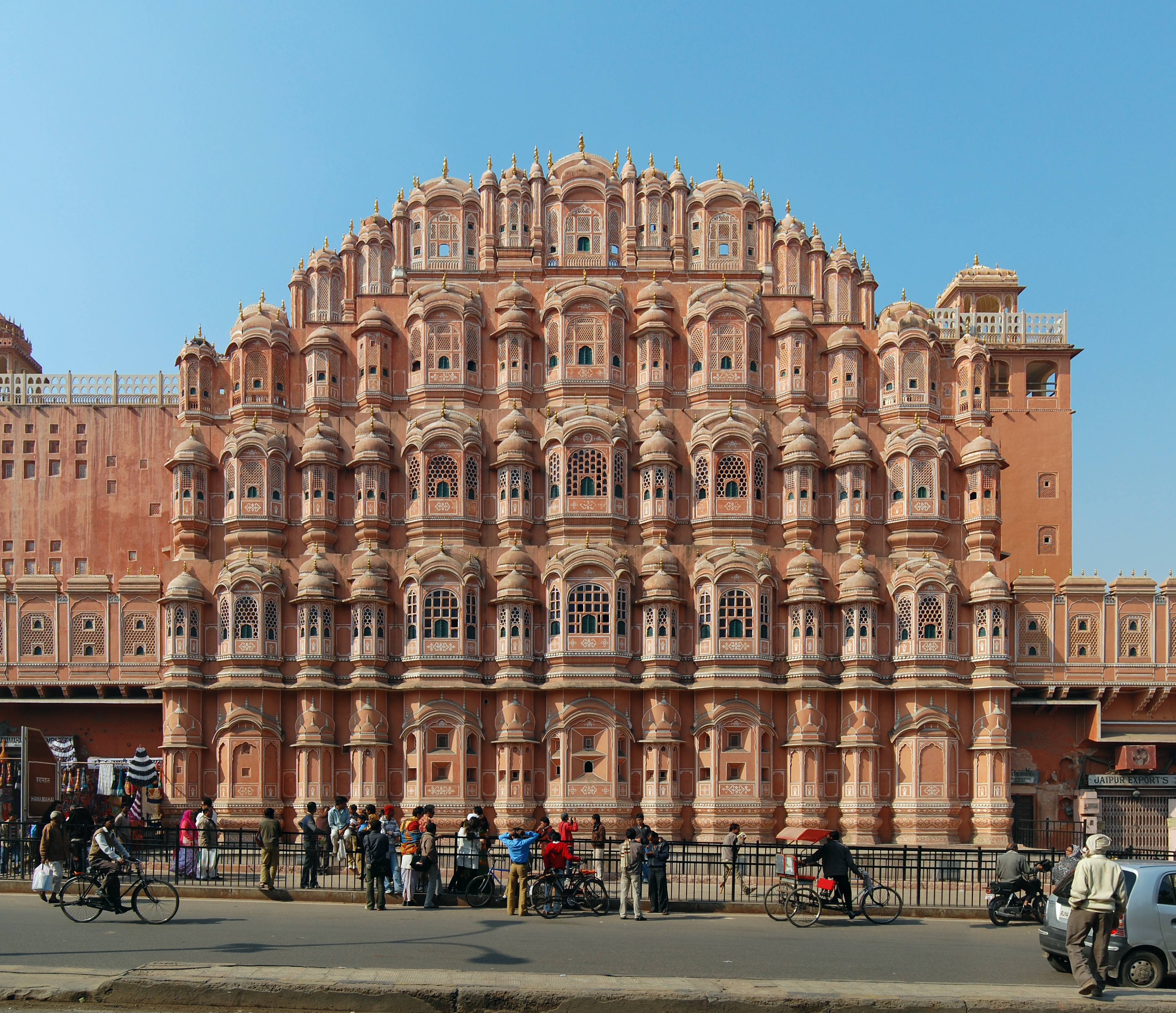
Pałac Wiatrów (Hawa Mahal) w centrum miasta, wybudowany w XVIII wieku dla żon miejscowego Maharadży z rozkazu Dźaja Singha II.

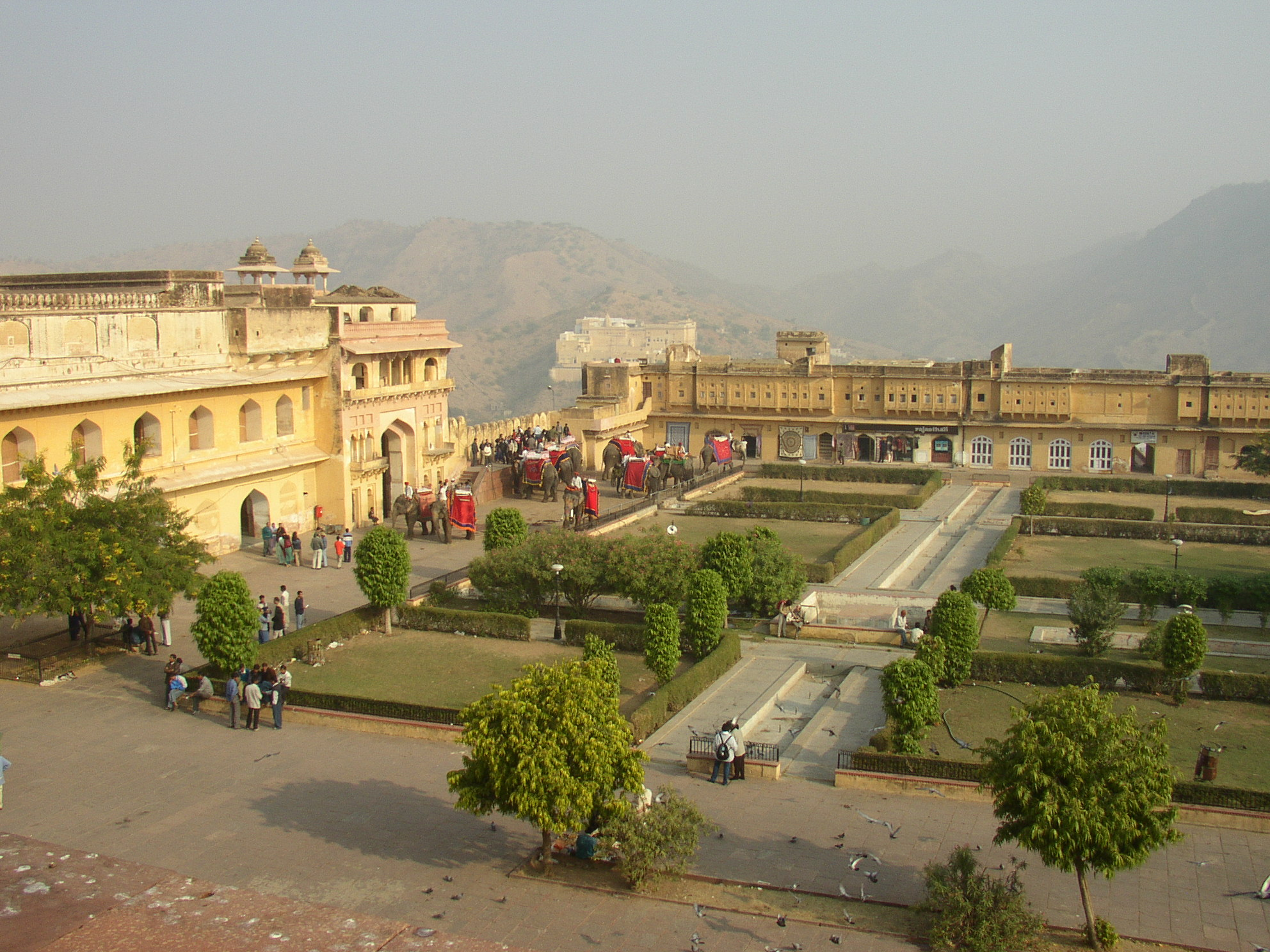
Fort w miejscowości Amber, 20 km na północny wschód od Jaipuru.

Jaipur (hindi जयपुर, trb. Dźajpur, trl. Jaypur; ang. Jaipur) – metropolia w północno-zachodnich Indiach, stolica Radżastanu i popularna atrakcja turystyczna zwana różowym miastem ze względu na kolor budynków, które wyłożone są różowym piaskowcem.

## Historia
Nazwa miasta pochodzi od imienia władcy radźpuckiego Jai Singha II. W 1727, kiedy państwo Mogołów przeżywało już kryzys, zdecydował on o przeniesieniu stolicy z pobliskiego fortu Amber do nowo wybudowanego miasta. Stąd Jaipur, w przeciwieństwie do wielu innych indyjskich miast, charakteryzuje się regularną, podzieloną na kwartały zabudową (obecnie otoczone murami Stare Miasto znajduje się w północno-wschodniej części Jaipuru).

## Geografia
Miasto położone jest we wschodniej części Radżastanu, na pograniczu pustyni Thar i płaskowyżu Malwa (region). Klimat jest gorący (temperatury do 48 °C) i suchy (średnie roczne opady około 500 mm).
Odległość Jaipuru od innych głównych miast Indii
- Agra – 246 km
- Delhi – 265 km
- Ahmadabad – 625 km
- Mumbaj – 1 176 km
- Kolkata – 1 472 km

## Ludność
Zgodnie ze spisem z 2011 roku, populacja Jaipuru liczy 3 073 350. Mężczyźni stanowią 53%, a wskaźnik alfabetyzacji wynosi 84%. W 2017 roku aglomeracja miała 3 575 000 mieszkańców na powierzchni 505 km².

## Interesujące obiekty
- Pałac Wiatrów
- Pałac Miejski
- Dźantar Mantar
- Nahargarh
- Fort Amber

## Miasta partnerskie
- Lagos
- Calgary
- Fremont
- Port Louis